# Дуклавс, Янис
Я́нис Ду́клавс (латыш. Jānis Dūklavs) — латвийский политический деятель. Министр земледелия (с 22 января 2014 года; занимал этот же пост в 2009-2011 годах). Депутат 10 и 11 Сеймов Латвии. Член правления SIA «Daims», SIA «Tondo», SIA «Piebalgas alus», AS «Kimmels Riga» и SIA «Seldijs». Работал в колхозе «Пиебалга» Цесисского района. Президент Латвийского общества пивоваров.
Янис Дуклавс — один из героев документального фильма режиссёра Ансиса Эпнерса «Четверо ищут миллион».